# Магидор, Менахем
Мена́хем Магидо́р (ивр. מנחם מגידור‎, род. 1946) — израильский математик. Тематика работ: математическая логика, теория множеств, компьютерные приложения логики, искусственный интеллект, семантика распределённых вычислений.
В 1997—2009 годах был президентом Еврейского университета в Иерусалиме. С 1996 по 1998 год — президент Ассоциации символической логики (ASL). В 2016 году избран на 4 года Президентом Международного союза истории и философии науки (Отдел логики, методологии и философии науки и технологии, DLMPST/IUHPS). С 2016 года — член  Американской академии искусств и наук.

## Биография
Менахем Магидор родился в Петах-Тикве (Израиль), учился в Еврейском университете (Иерусалим), где получил степень доктора философии (1973). Его диссертация «О суперкомпактных кардиналах» (On Super Compact Cardinals) была написана под руководством Азриэля Леви. С 1982 года — профессор кафедры математики, с 2014 года — заслуженный профессор (Professor Emeritus).
Дочь Магидора — философ Офра Магидор.

## Избранные опубликованные работы
- Magidor, Menachem (1977). On the singular cardinals problem. I. Israel J. Math. 28 (1–2): 1–31. doi:10.1007/BF02759779.
- Magidor, Menachem (1977). On the singular cardinals problem. II. Ann. Math. (2). The Annals of Mathematics, Vol. 106, No. 3. 106 (3): 517–547. doi:10.2307/1971065. JSTOR 1971065.
- Foreman, Matthew; Magidor, Menachem & Shelah, Saharon (1988). Martin's maximum, saturated ideals, and nonregular ultrafilters. I. Ann. of Math. (2). The Annals of Mathematics, Vol. 127, No. 1. 127 (1): 1–47. doi:10.2307/1971415. JSTOR 1971415.
- Foreman, Matthew; Magidor, Menachem & Shelah, Saharon (1988). Martin's maximum, saturated ideals, and nonregular ultrafilters. Ann. of Math. (2). The Annals of Mathematics, Vol. 127, No. 3. 127 (3): 521–545. doi:10.2307/2007004. JSTOR 2007004.
- Foreman, Matthew & Magidor, Menachem (1995). Large cardinals and definable counterexamples to the continuum hypothesis. Annals of Pure and Applied Logic. 76 (1): 47–97. doi:10.1016/0168-0072(94)00031-W.